# Heřmanice (Havlíčkův Brod-i járás)
Heřmanice település Csehországban, a Havlíčkův Brod-i járásban. Heřmanice Vilémov, Běstvina, Ronov nad Doubravou és Kraborovice településekkel határos. Lakosainak száma 53 fő (2024. január 1.).

## Népesség
A település lakosságának változását az alábbi diagram mutatja:
| Lakosok száma | 268  | 249  | 247  | 170  | 111  | 69   | 59   | 53   | 53   | 53   |
|               | 1869 | 1890 | 1921 | 1950 | 1980 | 2001 | 2017 | 2019 | 2022 | 2024 |